# Os Produtores
The Producers (bra/prt Os Produtores) é um filme musical americano de 2005 dirigido por Susan Stroman.
Estrelado por Nathan Lane, Matthew Broderick, Uma Thurman, Gary Beach, Roger Bart e Will Ferrell, o filme é uma adaptação do musical de 2001 da Broadway, que por sua vez se baseou no filme homônimo de 1968 com Zero Mostel, Gene Wilder e Andréas Voutsinas. Foi produzido e distribuído nos Estados Unidos pela Universal Pictures, e distribuído internacionalmente pela Columbia Pictures.

## Elenco
- Nathan Lane como Max Bialystock
- Matthew Broderick como Leo Bloom
- Uma Thurman como Ulla
- Will Ferrell como Franz Liebkind
- Roger Bart como Carmen Ghia
- Jason Antoon como Jason Green
- Jon Lovitz como Mr. Marks
- Michael McKean como Prison Trustee
- John Barrowman como o tenor Stosstruppen principal